# August van Sleeswijk-Holstein-Sonderburg-Beck
August van Sleeswijk-Holstein-Sonderburg-Beck (13 februari 1652 - Bonn, 26 september 1689) was van 1675 tot aan zijn dood hertog van Sleeswijk-Holstein-Sonderburg-Beck. 

## Levensloop
August was de oudste zoon van hertog August Filips van Sleeswijk-Holstein-Sonderburg-Beck en diens derde echtgenote Maria Sibylla, dochter van graaf Willem Lodewijk van Nassau-Saarbrücken. In 1675 volgde hij zijn vader op als hertog van Sleeswijk-Holstein-Sonderburg-Beck. 
Hij resideerde in de havezate Beck in Ulenburg. Beck bevond zich in het prinsbisdom Minden, dat sinds 1648 in het bezit was van het keurvorstendom Brandenburg. August werd eveneens generaal-officier in het Brandenburgse leger. In september 1689 stierf hij in de buurt van de stad Bonn op 37-jarige leeftijd aan dysenterie.

## Huwelijk en nakomelingen
In 1676 huwde August met Hedwig Louise (1650-1731), dochter van graaf Filips I van Lippe-Alverdissen. Ze kregen twee kinderen:
- Dorothea Henriette (1678-1750)
- Frederik Willem I (1682-1719), hertog van Sleeswijk-Holstein-Sonderburg-Beck